# Kanton Veyre-Monton
Der Kanton Veyre-Monton war bis 2015 ein französischer Kanton im Arrondissement Clermont-Ferrand im Département Puy-de-Dôme und in der Region Auvergne-Rhône-Alpes; sein Hauptort war Veyre-Monton. Vertreterin im Generalrat des Départements war zuletzt von 2011 bis 2015 Bernadette Troquet (DVG).
Der Kanton war 85,50 km² groß und hatte (2006) 23.694 Einwohner, was einer Bevölkerungsdichte von 277 Einwohnern pro km² entsprach. Er lag im Mittel auf 416 Meter über dem Meeresspiegel, zwischen 318 m in Le Cendre und 744 m in La Roche-Blanche.

## Gemeinden
Der Kanton bestand aus elf Gemeinden:
| Gemeinde             | Einwohner Jahr | Fläche km² | Bevölkerungsdichte | Postleitzahl | Code INSEE |
| -------------------- | -------------- | ---------- | ------------------ | ------------ | ---------- |
| Authezat             | 661 (2013)     | –          | – Einw./km²        | 63114        | 63021      |
| Le Cendre            | 4975 (2013)    | –          | – Einw./km²        | 63670        | 63069      |
| Corent               | 703 (2013)     | –          | – Einw./km²        | 63730        | 63120      |
| Le Crest             | 1326 (2013)    | –          | – Einw./km²        | 63450        | 63126      |
| Les Martres-de-Veyre | 3935 (2013)    | –          | – Einw./km²        | 63730        | 63214      |
| Orcet                | 2650 (2013)    | –          | – Einw./km²        | 63670        | 63262      |
| Plauzat              | 1559 (2013)    | –          | – Einw./km²        | 63730        | 63282      |
| La Roche-Blanche     | 3193 (2013)    | –          | – Einw./km²        | 63670        | 63302      |
| La Sauvetat          | 685 (2013)     | –          | – Einw./km²        | 63730        | 63413      |
| Tallende             | 1562 (2013)    | –          | – Einw./km²        | 63450        | 63425      |
| Veyre-Monton         | 3439 (2013)    | –          | – Einw./km²        | 63960        | 63455      |

## Bevölkerungsentwicklung
| 1962  | 1968  | 1975   | 1982   | 1990   | 1999   | 2006   | 2011   |
| ----- | ----- | ------ | ------ | ------ | ------ | ------ | ------ |
| 7.984 | 9.711 | 13.047 | 17.416 | 21.147 | 22.732 | 23.694 | 24.459 |